# Waverly (Tennessee)
Waverly és una població dels Estats Units a l'estat de Tennessee. Segons el cens del 2000 tenia 4.028 habitants.

## Demografia
Segons el cens del 2000, Waverly tenia 4.028 habitants, 1.716 habitatges, i 1.118 famílies. La densitat de població era de 191,3 habitants/km².
Dels 1.716 habitatges en un 27,6% hi vivien nens de menys de 18 anys, en un 47,7% hi vivien parelles casades, en un 14,6% dones solteres, i en un 34,8% no eren unitats familiars. En el 31,4% dels habitatges hi vivien persones soles el 15% de les quals corresponia a persones de 65 anys o més que vivien soles. El nombre mitjà de persones vivint en cada habitatge era de 2,27 i el nombre mitjà de persones que vivien en cada família era de 2,81.
Per edats la població es repartia de la següent manera: un 22,2% tenia menys de 18 anys, un 7,5% entre 18 i 24, un 26,7% entre 25 i 44, un 24,4% de 45 a 60 i un 19,2% 65 anys o més.
L'edat mediana era de 40 anys. Per cada 100 dones de 18 o més anys hi havia 84,5 homes.
La renda mediana per habitatge era de 32.614 $ i la renda mediana per família de 44.375 $. Els homes tenien una renda mediana de 30.610 $ mentre que les dones 19.297 $. La renda per capita de la població era de 18.139 $. Entorn del 10,9% de les famílies i el 15,7% de la població estaven per davall del llindar de pobresa.

## Poblacions més properes
El següent diagrama mostra les poblacions més properes.